# Игнатий Катакалу
Игнатий Катаклу (на гръцки: Ιγνάτιος, Игнатиос) е гръцки духовник от XVIII век.

## Биография
Игантий е роден със светската фамилия Катакалу (Κατακάλου). Роднина е на гръцкия духовник Мелетий Катакалу, когото наследява начело на Сервийската и Кожанска епархия след смъртта му. Игнатий заема сервийската и кожанска катедра от 1752 до 1785 година.